# Пјане (Анкона)
Пјане је насеље у Италији у округу Анкона, региону Марке.
Према процени из 2011. у насељу је живело 723 становника. Насеље се налази на надморској висини од 24 м.